# Équipe d'Afghanistan de cricket
L'équipe d'Afghanistan de cricket représente l'Afghanistan au niveau international. Elle obtient en 2009 le droit de disputer des matchs officiellement classés comme One-day International (ODI) et se qualifie l'année suivante pour le championnat du monde de Twenty20. Elle participe à la Coupe du monde pour la première fois en 2015.

## Historique
C'est dans des camps de réfugiés situés au Pakistan, au cours des années 1980, que certains Afghans sont initiés au cricket,. L'Afghanistan Cricket Federation est fondée en 1995 et devient membre associée de l'International Cricket Council (ICC) en 2001. En 2001 et 2002, l'équipe d'Afghanistan participe à des tournois pakistanais. En 2006, les Afghans battent, à Bombay, une équipe envoyée par le Marylebone Cricket Club. La même année, une tournée en Angleterre est organisée, et inclut des rencontres des équipes réserves du County cricket.
L'équipe d'Afghanistan remporte en 2008 la division 5 de la Ligue mondiale de cricket, un système de tournois organisé par l'International Cricket Council (ICC), en battant Jersey, les hôtes, en finale. Quelques mois plus tard, ils battent Hong-Kong en finale de la division 4. Début 2009, un nouveau succès, en division 3 cette fois-ci, permet aux Afghans de participer au tournoi de qualification pour la Coupe du monde 2011.
L'Afghanistan échoue dans sa tentative de qualification mais, finissant le tournoi dans les six premiers, est l'une des six équipes non-membre de plein droit de l'ICC à avoir le droit de disputer des rencontres aux formats One-day International (ODI) et Twenty20 international pour la période 2009-2013. Le match pour la cinquième place, tenu le 19 avril 2009 contre l'Écosse, et le premier ODI de l'histoire de l'Afghanistan. Il le remporte par 89 courses d'écart. Cette année-là, les Afghans débutent la Coupe intercontinentale de cricket 2009-2010, une compétition de first-class cricket réservée aux meilleures nations non-membre de plein droit de l'ICC. Face à l'équipe réserve du Zimbabwe, le batteur Noor Ali est le quatrième joueur de l'histoire à marquer un century dans chacune des deux manches de son premier match joué dans ce format.

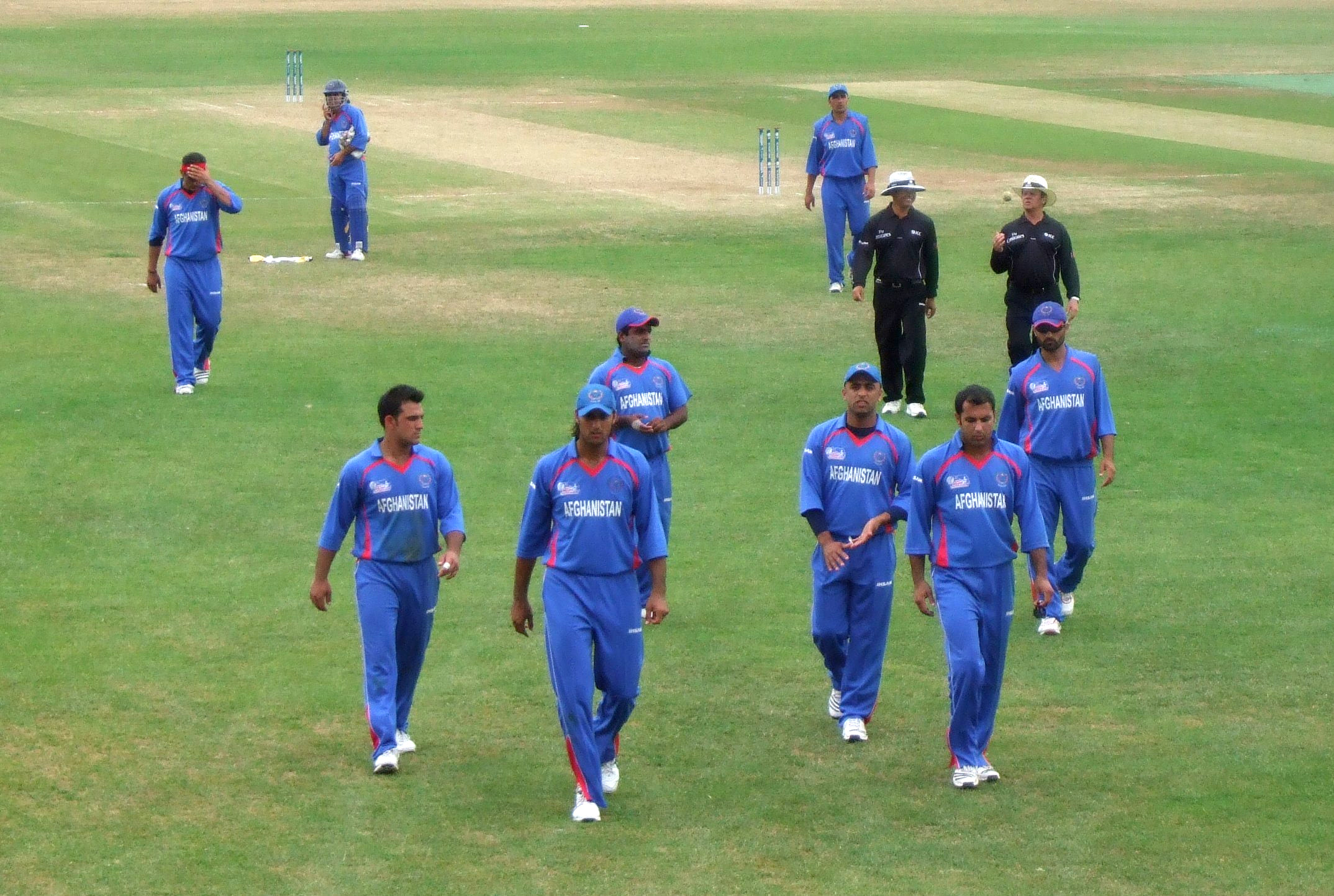
L'équipe d'Afghanistan en 2010.

Début 2010, les Afghans disputent et remportent le tournoi de qualification pour le championnat du monde de Twenty20, organisé la même année, obtenant par la même occasion l'une des deux places qualificatives pour la compétition. Quelques jours plus tard, Mohammad Shahzad réussit 215 courses dans la dernière manche d'un match de Coupe intercontinentale face au Canada, permettant à son équipe de remporter la rencontre malgré un objectif de plus de 494 courses à marquer. En novembre, ils remportent la médaille d'argent aux Jeux asiatiques de 2010, pour la première apparition du cricket dans cette compétition. En décembre, ils disputent la finale de la première Coupe intercontinentale qu'ils ont disputé et battent l'Écosse.
En 2015, l'équipe participe pour la première fois à la Coupe du monde de cricket, notamment grâce à Mohammad Nabi.

## Compétitions internationales

### Palmarès
- Division 5 de la Ligue mondiale de cricket : vainqueur en 2008.
- Division 4 de la Ligue mondiale de cricket : vainqueur en 2008.
- Division 3 de la Ligue mondiale de cricket : vainqueur en 2009.
- Tournoi de qualification pour le Championnat du monde de Twenty20 : vainqueur en 2010.
- Jeux asiatiques : finaliste (médaille d'argent) en 2010.
- Coupe intercontinentale : vainqueur en 2010 et 2017.

### Bilan
- Coupe du monde de cricket : premier tour en 2015.
- Championnat du monde de Twenty20 : 1re participation en 2010.

## Stades
En 2010, l'Afghanistan joue son premier match à domicile de la Coupe intercontinentale cricket au Rangiri Dambulla International Stadium, à Dambulla au Sri Lanka. La même année, le Sharjah Cricket Association Stadium, situé dans l'émirat de Charjah, aux Émirats arabes unis, devient le stade des matchs « à domicile » de l'équipe d'Afghanistan.